# Ян Цзинжэнь
Ян Цзинжэнь (кит. 楊靜仁, 1918, Ланьчжоу, Ганьсу — 19 октября 2001, Пекин) — китайский государственный и политический деятель.
Первый заместитель председателя Всекитайского комитета Народного политического консультативного совета Китая 6-го созыва, зампредседателя ВК НПКСК 5-го созыва, заведующий отделом Единого фронта ЦК КПК (1982—1985), председатель Государственного комитета КНР по делам национальностей (1978—1986), вице-премьер Госсовета КНР (1980—1983), ранее председатель Народного правительства и секретарь (глава) парткома КПК Нинся-Хуэйского автономного района.
Член Центрального комитета Компартии Китая 11-13 созывов.

## Биография
Родился в 1918 году в Ланьчжоу, Ганьсу. По национальности хуэй.
Окончил среднюю школу № 1 Ланьчжоу. В 1936 году участвовал в массовых беспорядках, организованных Компартией Китая, в том же году вступил в КПК.
После основания Китайской Народной Республики на различных должностях в Яньане, затем в 1960—1968 гг. — глава Народного правительства Нинся-Хуэйского АР, в этом же периоде с 1961 по 1967 гг. — секретарь (глава) парткома КПК автономного района.
С 1968 года — член Комитета по этническим делам Центрального народного правительства, заведующий отделом по делам этнических групп и религий Единого фронта ЦК КПК.
В 1978 году назначен председателем Госкомитета КНР по делам национальностей и заместителем заведующего Отделом Единого фронта ЦК КПК по совмещению должностей. Позднее избран заместителем председателя Всекитайского комитета НПКСК 5-го созыва.
10 сентября 1980 года назначен вице-премьером Госсовета КНР, отвечавшим за национальные вопросы.
В 1982 года утверждён в должности заведующего Отделом Единого фронта ЦК КПК. В июне следующего года освобождён от исполнения обязанностей вице-премьера Госсовета и избран первым заместителем председателя ВК НПКСК 6-го созыва. В 1985 года освобождён от исполнения обязанностей главы Отдела Единого фронта ЦК КПК. В 1998 году вышел на пенсию.
Скончался утром 19 октября 2001 года в Пекине в возрасте 83 лет. Похоронен на Пекинском мусульманском кладбище.